# 브랜치 (컴퓨터 과학)
브랜치(branch) 또는 분기는 컴퓨터가 다른 명령 시퀀스의 실행을 시작하도록 지시함으로써 순서대로 명령의 기본 실행 지시로부터 벗어날 수 있게 하는 컴퓨터 프로그램의 한 명령이다. 또, 브랜치(branch, branching, branched)는 브랜치 명령 실행의 결과로서 각기 다른 명령 시퀀스로의 실행을 전환하는 행위를 가리키는 용어이기도 하다. 브랜치 명령은 프로그램 루프와 조건문의 제어 흐름을 구현하기 위해 사용된다.(예: 특정 조건이 만족하는 경우에만 특정 명령 시퀀스를 실행하는 것)
브랜치 명령은 무조건 브랜치를 수행하는 비조건적 브랜치, 그리고 일부 조건에 따라 브랜치를 수행할 수도, 수행하지 않을 수도 있는 조건적 브랜치로 나눌 수 있다. 또, 새로운 명령 시퀀스의 주소("대상" 주소)를 어떻게 규정하는지에 따라 브랜치 명령은 일반적으로 "직접적", "간접적", "상대적"으로 분류되는데, 이는 명령에 대상 주소가 포함되어 있거나 대상 주소가 발견되는 장소(예: 레지스터 또는 메모리 위치)를 규정하거나, 현재 및 대상 주소 간 차이를 규정하는 것을 의미한다.

## 구현

### 예
다음 표는 잘 알려진 일부 아키텍처에서 볼 수 있는 기계 레벨 branch 또는 jump 명령을 나열한 것이다:
| 조건 또는 결과                           | x86     | PDP-11, VAX | ARM (부분적으로 6502) | 등식                         |
| ---------------------------------------- | ------- | ----------- | --------------------- | ---------------------------- |
| zero (implies equal for sub/cmp)         | JZ; JNZ | BEQ; BNE    | BEQ; BNE              | zero; not zero               |
| negative (N), sign (S), or minus (M)     | JS; JNS | BMI; BPL    | BMI; BPL              | negative; not negative       |
| arithmetic overflow (flag called O or V) | JO; JNO | BVS; BVC    | BVS; BVC              | overflow; not overflow       |
| carry (from add, cmp, shift, etc.)       | JC; JNC | BCS; BCC    | BCS; BCC              | carry; not carry             |
| unsigned below (lower)                   | JB      | BLO         | BLO *                 | borrow                       |
| unsigned below or equal (lower or same)  | JBE     | BLOS        | BLS *                 | borrow or zero               |
| unsigned above or equal (higher or same) | JAE     | BHIS        | BHS *                 | not borrow                   |
| unsigned above (higher)                  | JA      | BHI         | BHI *                 | not borrow and not zero      |
| signed less than                         | JL      | BLT         | BLT                   | sign≠overflow                |
| signed less or equal                     | JLE     | BLE         | BLE                   | (sign≠overflow) or zero      |
| signed greater or equal                  | JGE     | BGE         | BGE                   | sign=overflow                |
| signed greater than                      | JG      | BGT         | BGT                   | (sign=overflow) and not zero |

## 같이 보기
- 분기 테이블
- 조건문
- 제어 흐름
- 프로그램 카운터
- 함수 (프로그래밍)
- 스파게티 코드